# Bléré
Bléré é uma comuna francesa na região administrativa do Centro, no departamento Indre-et-Loire. Estende-se por uma área de 30,9 km². Em 2010 a comuna tinha 5 315 habitantes (densidade: 172 hab./km²).